# 下雪了
「下雪了」（日语：雪が降ってきた）是SMAP的第6張單曲，於1992年12月12日由Victor Entertainment發行。

## 簡介
- 此曲是SMAP第二次在紅白歌合戰出場的表演歌曲。
- 在音樂節目及紅白歌合戰演唱時，成員都身穿運動服並一邊打籃球演唱，唱片封面也是成員們的籃球運動服造型。
- 在發表上一作品《歡笑的活力》時已決定在翌年的元旦日發售，因此包括音松君的單曲在內的話，SMAP在1992年共發表了5張單曲和2張專輯。
- 「下雪了」的專輯版本收錄在1993年7月7日發售的《SMAP 004》，新錄制版本收錄在1995年1月1日發售的《Cool》，Remix版本收錄在1995年11月22日發售的《BOO》，單曲版本收錄在2001年3月23日發售的《Smap Vest》，ballad版本則收錄在2001年8月8日發售的《pamS》。B面的「100萬的言語」沒有收錄在任何專輯。

## 收錄歌曲
1. 下雪了
  - 作詞:森浩美 / 作曲:馬飼野康二 / 編曲:長岡成貢
2. 100萬的言語（日语：100万の言葉）
  - 作詞:森浩美 / 作曲:馬飼野康二 / 編曲:森村獻
3. 下雪了 (Original Karaoke)
4. 100萬的言語 (Original Karaoke)

## 相關連結
- 下雪了（页面存档备份，存于） （Victor Entertainment）（日語）